# Український ботанічний журнал
«Украї́нський ботані́чний журна́л» — науковий журнал, який публікує результати наукових досліджень у галузі ботаніки та мікології.

## Опис
Виходить у Києві українською, російською та англійською мовами, щороку одним томом з 6 випусків.
Містить наукові статті з питань ботаніки й мікології, зокрема щодо флористики, екології, систематики, еволюції, фізіології, біохімії рослин і грибів тощо. Також друкує хроніку, рецензії, бібліографію. Розділ хроніка публікував звіти співробітників інституту щодо досліджнь та наукових публікацій виданих попереднього року. Також публікує звіти про конференції.

## Редакція
У 1931—1940 роках відповідальним редактором журналу був Микола Холодний, у 1946—1971 — Дмитро Зеров. У 1972-1976 редактором був Гаврило Білик.
Деякий час (1965—1972) відповідальним секретарем журналу працював відомий український дисидент, письменник Євген Сверстюк.

## Історія
«Український ботанічний журнал» був уперше опублікований наприкінці 1921 року Ботанічною секцією Українського наукового товариства у Києві, яке з приєднанням УНТ того ж року до ВУАН трансформувалося в Українське ботанічне товариство. До 1929 року вийшло ще 4 випуски журналу: 1924, 1926, 1928 і 1929 років.
У 1931—1933 році вийшло 4 подвійні номери під назвою «Журнал біо-ботанічного циклу ВУАН». З 1934 року новостворений Інститут ботаніки АН УРСР випускав «Журнал Інституту ботаніки ВУАН» (у 1936—1939 роках — «Журнал Інституту ботаніки АН УРСР»). У ці роки вийшло 20 номерів, по 3-4 за рік. З 1940 року назва видання змінилася на «Ботанічний журнал АН УРСР», а 1956 року його перейменували на «Український ботанічний журнал». У 1940—1958 кожен рік виходив один том, який розділявся на 4 випуски, а з 1959 року виходить по 6 випусків у томі.
Видавався українською мовою у 1970-ті.
У 1997—2012 роках повний видавничий цикл журналу здійснювало видавництво «Академперіодика».
У 1921—1971 роках найбільш активними авторами були Андрій Барбарич, Гаврило Білик, Марія Зерова, Дмитро Зеров, Михайло Котов, Яків Модилевський.

## Впливовість
Журнал індексується в низці наукометричних баз даних, зокрема у JSTOR та Web of Science (без розрахунку імпакт-фактору)
У 2020 році журнал віднесено до «Категорії Б» з реєстру фахових наукових журналів, який ведеться Міністерством освіти та науки України.